# Daniel Spieß
Daniel Elisa Spieß (* 8. Dezember 1800 in Okriftel; † 23. Februar 1872 in Idstein) war ein nassauischer Verwaltungsjurist und zuletzt Direktor des nassauischen Zentralstaatsarchivs in Idstein.

## Leben
Spieß war ein Sohn des Johann Wilhelm Spieß (1762–1818), Pfarrer in Okriftel und Mitbegründer der Nassauischen Union, und dessen Ehefrau Franziska, geb. Emmerich (1772–1852). Er studierte Rechtswissenschaften an den Universitäten Gießen und Göttingen und begann seine berufliche Laufbahn als Amtssekretär in Limburg, Nastätten, Königstein und Hachenburg. Von 1844 bis 1852 war er Kreisamtmann in Usingen. 1852 erhielt er den Titel eines Justizrats. Von 1864 bis 1867 war Spieß Direktor des Herzoglich nassauischen Zentralstaatsarchivs in Idstein, zuletzt mit dem Titel eines Geheimen Regierungsrats.

## Familie
Spieß heiratete 1829 in Usingen Charlotte Emminghaus (* 1805, † 1865), eine Tochter des Johann Wilhelm Ferdinand Emminghaus, Geheimer Regierungsrat in Usingen, und der Charlotte Philippine, geb. Medicus. Aus der Ehe gingen zwei Söhne und zwei Töchter hervor: Charlotte (* 1830, † 1875), Gustav, (* 1832), Wilhelm (* 1835, † 1836) und Caroline (Lina, * 1839, † 1925, verheiratet mit Karl Wilhelmj, Oberförster, Leiter des Forstamts Idstein).